# 嶋崎昌
嶋崎 昌（しまざき あきら、1914年9月24日 - 1974年3月3日）は、昭和時代の歴史学者。元中央大学学長。専門は、中央アジア史。特に高昌国史を研究。

## 経歴==[1][2]
出生から修学期
1914年、富山県上新川郡島村（現・富山市）で生まれた。幼くして小学校教諭の父の転勤に伴い、朝鮮半島で育った。1934年3月、京城帝國大学予科を卒業。京城帝国大学法文学部史学科に進学し、1937年3月に卒業。
東洋史研究者として(戦前)
1937年4月、京城帝国大学法文学部助手に採用された。その際の指導教授は大谷勝真であった。その後、北京の中央亜細亜協会調査員として勤務。1944年に赤紙招集に伴い、邯鄲に拠点を置いた独立混成第1旅団に入隊。1946年に復員。
太平洋戦争後
1947年6月、明星中学校に教諭として勤務。1948年4月からは開成高等学校教諭。1951年4月、中央大学文学部助教授に就いた。1956年4月に同文学部教授に昇格。1967年からは文学部長・同大学院文学研究科委員長を務めた。1969年11月、中央大学学長に就任（1972年11月まで）。また、中央大学理事。
1974年3月3日に癌研究会附属病院にて食道癌のため死去。死去後、中央大学名誉教授を授与され、1974年3月13日に中央大学会館にて大学葬が営まれた。

## 受賞・栄典[3]
- 1974年：従四位
- 1974年：勲三等旭日中綬章

## 著作
共編著
- 『内陸アジア史論集』分担執筆、内陸アジア研究会編、1969
- 『東アジア世界の形成：内陸アジア世界の形成』荒松雄編、岩波書店 1971
- 『隋唐時代の東トゥルキスタン研究：高昌国史研究を中心として』東京大学出版会 1977
- 『中央アジア史』(世界各国史 16)江上波夫編、山川出版社 1987